# Championnat d'Europe de football espoirs 2021
Navigation
Euro espoirs 2019 Euro espoirs 2023
La 23e édition du Championnat d'Europe de football espoirs se déroule en Hongrie et en Slovénie, en deux temps : du 24 au 31 mars pour la phase de groupes et du 31 mai au 6 juin 2021 pour la phase à élimination directe.
C'est la première édition à réunir 16 équipes en phase finale, alors que 12 équipes participent à l'édition précédente.

## Éliminatoires

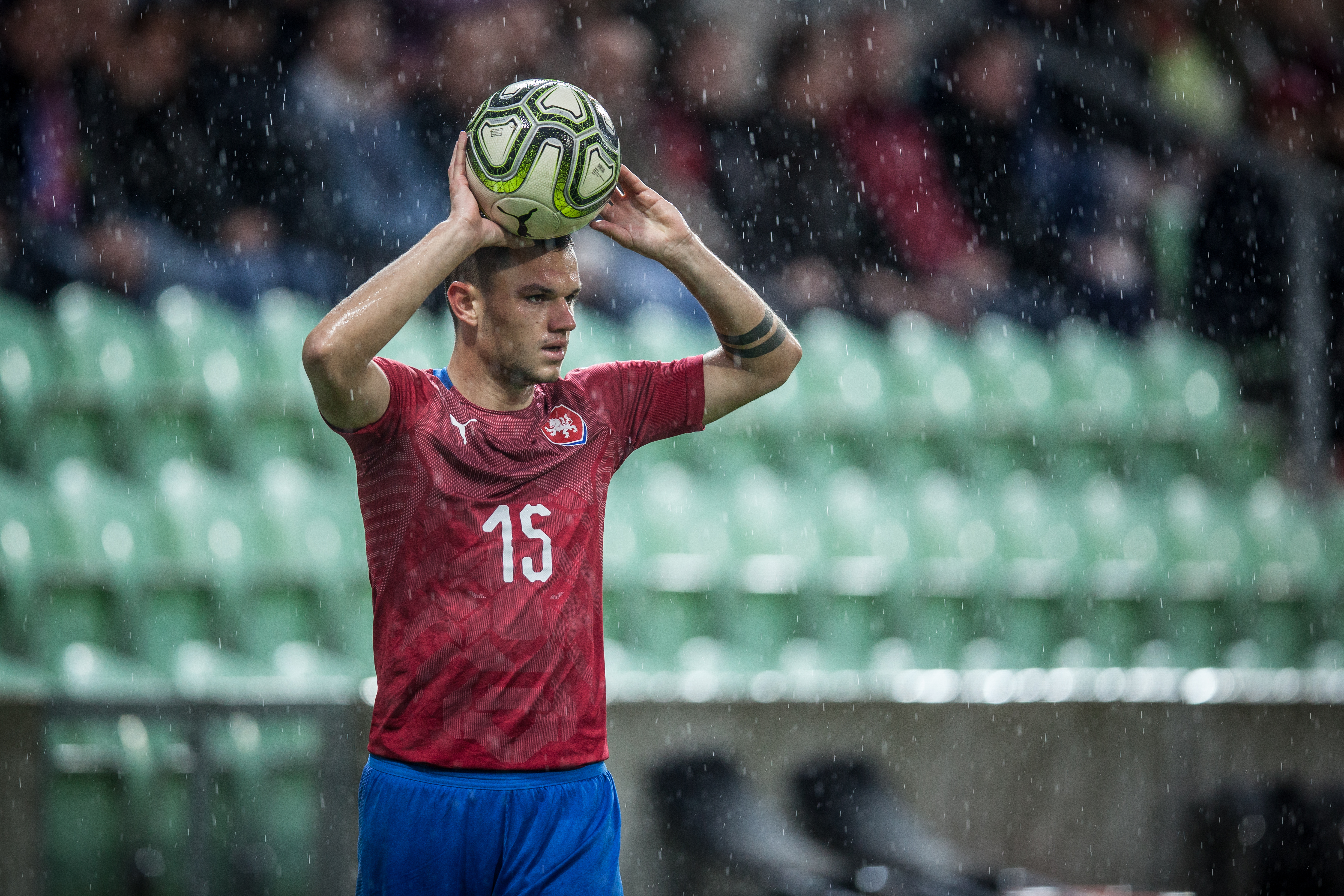
Daniel Souček joueur de l'équipe de la République Tchèque contre la Grèce dans le championnat. Octobre 2019.

Les 55 fédérations de l'UEFA participent à la compétition. La Hongrie et la Slovénie sont qualifiés d'office en tant que pays hôtes. Les 53 autres équipes participent aux éliminatoires pour déterminer les 14 places restantes du tournoi final. Elles sont réparties dans neuf groupes de cinq ou six équipes. La compétition qualificative a lieu de mars 2019 à novembre 2020. Les neuf vainqueurs de groupes et le meilleur deuxième sont directement qualifiés pour la phase finale. Les huit meilleurs deuxièmes jouent des barrages en matchs aller-retour. Les quatre vainqueurs de ces rencontres de barrage sont qualifiés pour la phase finale.

## Équipes qualifiées
| Équipe     | Date de qualification            | Participation                            | Meilleur résultat                            |
| ---------- | -------------------------------- | ---------------------------------------- | -------------------------------------------- |
| Hongrie    | 3 décembre 2018 pays hôte        | 5e                                       | Demi-finaliste (1986)                        |
| Slovénie   | 3 décembre 2018 pays hôte        | 1re                                      | —                                            |
| Angleterre | 13 octobre 2020 1er du Groupe 3  | 16e                                      | Vainqueur · (1982, 1984)                     |
| Espagne    | 13 octobre 2020 1er du Groupe 6  | 15e                                      | Vainqueur · (1986, 1998, 2011, 2013, 2019)   |
| France     | 13 novembre 2020 1er du Groupe 2 | 10e                                      | Vainqueur · (1988)                           |
| Pays-Bas   | 13 octobre 2020 1er du Groupe 7  | 9e                                       | Vainqueur · (2006, 2007)                     |
| Danemark   | 13 octobre 2020 1er du Groupe 8  | 9e                                       | Demi-Finaliste (1992, 2015)                  |
| Russie     | 13 octobre 2020 1er du Groupe 5  | 4e (7e si on inclut l'Union soviétique)  | Vainqueur · (1980, 1990)                     |
| Suisse     | 13 octobre 2020 2e du Groupe 2   | 4e                                       | Finaliste · (2011)                           |
| Italie     | 15 novembre 2020 1er du Groupe 1 | 21e                                      | Vainqueur · (1992, 1994, 1996, 2000 et 2004) |
| Portugal   | 15 novembre 2020 2e du Groupe 7  | 9e                                       | Finaliste (1994, 2015)                       |
| Tchéquie   | 17 novembre 2020 1er du Groupe 4 | 8e (14e si on inclut la Tchécoslovaquie) | Vainqueur · (2002)                           |
| Allemagne  | 17 novembre 2020 1er du Groupe 9 | 13e                                      | Vainqueur · (2009, 2017)                     |
| Croatie    | 17 novembre 2020 2e du Groupe 4  | 4e                                       | Phase de groupes (2000, 2004, 2019)          |
| Roumanie   | 17 novembre 2020 2e du Groupe 8  | 3e                                       | Demi-finaliste (2019)                        |
| Islande    | 18 novembre 2020 2e du Groupe 1  | 2e                                       | Phase de groupes (2011)                      |

## Villes et stades sélectionnés
- Arena Petrol - Celje
- Bonifika Stadium - Koper
- Bozsik József Stadion - Budapest
- Haladás Sportkomplexum - Szombathely
- Ménfői úti Stadion - Győr
- MOL Aréna Sóstó - Székesfehérvár
- Stadion Stožice - Ljubljana
- Stadion Ljudski vrt - Maribor

## Tirage au sort
Le tirage au sort a lieu le 10 décembre 2020 à Nyon. Les 16 équipes sont réparties en quatre groupes de quatre équipes. Les deux hôtes sont affectés aux positions A1 et B1 dans le tirage au sort.
| Chapeau 1  | Chapeau 2 | Chapeau 3 | Chapeau 4 |
| ---------- | --------- | --------- | --------- |
| Espagne    | Italie    | Roumanie  | Suisse    |
| Allemagne  | Danemark  | Croatie   | Islande   |
| France     | Portugal  | Tchéquie  | Russie    |
| Angleterre | Pays-Bas  | Slovénie  | Hongrie   |

## Phase de groupes

### Groupe A
| Rang | Équipe    | Pts | J | G | N | P | Bp | Bc | Diff |
| ---- | --------- | --- | - | - | - | - | -- | -- | ---- |
| 1    | Pays-Bas  | 5   | 3 | 1 | 2 | 0 | 8  | 3  | +5   |
| 2    | Allemagne | 5   | 3 | 1 | 2 | 0 | 4  | 1  | +3   |
| 3    | Roumanie  | 5   | 3 | 1 | 2 | 0 | 3  | 2  | +1   |
| 4    | Hongrie   | 0   | 3 | 0 | 0 | 3 | 2  | 11 | -9   |

1re journée
| 24 mars 2021 | Roumanie    | 1 - 1   | Pays-Bas    | Bozsik Aréna, Budapest                     |                                            |
| 21h00        | Ciobanu 20e | (1 - 1) | 16e Schuurs | Spectateurs : 0 Arbitrage : Sandro Schärer | Spectateurs : 0 Arbitrage : Sandro Schärer |
| 21h00        | Rapport     |         |             | Spectateurs : 0 Arbitrage : Sandro Schärer | Spectateurs : 0 Arbitrage : Sandro Schärer |

| 24 mars 2021 | Hongrie | 0 - 3   | Allemagne                 | MOL Aréna Sóstó, Székesfehérvár                        |                                                        |
| 21h00        |         | (0 - 0) | 61e Nmecha · 66e 73e Baku | Spectateurs : 0 Arbitrage : Guillermo Cuadra Fernandez | Spectateurs : 0 Arbitrage : Guillermo Cuadra Fernandez |
| 21h00        | Rapport |         |                           | Spectateurs : 0 Arbitrage : Guillermo Cuadra Fernandez | Spectateurs : 0 Arbitrage : Guillermo Cuadra Fernandez |

2e journée
| 27 mars 2021 | Hongrie    | 1 - 2   | Roumanie                | Bozsik Aréna, Budapest      |                             |
| 18h00        | Csonka 56e | (0 - 0) | 70e Mățan · 87e Pașcanu | Arbitrage : Lawrence Visser | Arbitrage : Lawrence Visser |
| 18h00        | Rapport    |         |                         | Arbitrage : Lawrence Visser | Arbitrage : Lawrence Visser |

| 27 mars 2021 | Allemagne  | 1 - 1   | Pays-Bas     | MOL Aréna Sóstó, Székesfehérvár |                              |
| 21h00        | Nmecha 84e | (0 - 0) | 48e Kluivert | Arbitrage : Maurizio Mariani    | Arbitrage : Maurizio Mariani |
| 21h00        | Rapport    |         |              | Arbitrage : Maurizio Mariani    | Arbitrage : Maurizio Mariani |

3e journée
| 30 mars 2021 | Pays-Bas                                                                 | 6 - 1   | Hongrie | MOL Aréna Sóstó, Székesfehérvár |                            |
| 18h00        | de Wit 42e · Boadu 47e (pen.) · Gakpo 58e 70e · Botman 87e · Brobbey 89e | (1 - 0) |         | Arbitrage : Sandro Schärer      | Arbitrage : Sandro Schärer |
| 18h00        | Rapport                                                                  |         |         | Arbitrage : Sandro Schärer      | Arbitrage : Sandro Schärer |

| 30 mars 2021 | Allemagne | 0 - 0   | Roumanie | Bozsik Aréna, Budapest                 |                                        |
| 18h00        |           | (0 - 0) |          | Arbitrage : Guillermo Cuadra Fernandez | Arbitrage : Guillermo Cuadra Fernandez |
| 18h00        | Rapport   |         |          | Arbitrage : Guillermo Cuadra Fernandez | Arbitrage : Guillermo Cuadra Fernandez |

### Groupe B
| Rang | Équipe   | Pts | J | G | N | P | Bp | Bc | Diff |
| ---- | -------- | --- | - | - | - | - | -- | -- | ---- |
| 1    | Espagne  | 7   | 3 | 2 | 1 | 0 | 5  | 0  | +5   |
| 2    | Italie   | 5   | 3 | 1 | 2 | 0 | 5  | 1  | +4   |
| 3    | Tchéquie | 2   | 3 | 0 | 2 | 1 | 2  | 4  | -2   |
| 4    | Slovénie | 1   | 3 | 0 | 1 | 2 | 1  | 8  | -7   |

1re journée
| 24 mars 2021 | Slovénie | 0 - 3   | Espagne                              | Stadion Ljudski vrt, Maribor                  |                                               |
| 18h00        |          | (0 - 0) | 53e Puado · 54e Villar · 89e Miranda | Spectateurs : 0 Arbitrage : François Letexier | Spectateurs : 0 Arbitrage : François Letexier |
| 18h00        | Rapport  |         |                                      | Spectateurs : 0 Arbitrage : François Letexier | Spectateurs : 0 Arbitrage : François Letexier |

| 24 mars 2021 | Tchéquie           | 1 - 1   | Italie       | Arena Petrol, Celje                       |                                           |
| 18h00        | Maggiore 75e (csc) | (0 - 1) | 31e Scamacca | Spectateurs : 0 Arbitrage : Dennis Higler | Spectateurs : 0 Arbitrage : Dennis Higler |
| 18h00        | Rapport            |         |              | Spectateurs : 0 Arbitrage : Dennis Higler | Spectateurs : 0 Arbitrage : Dennis Higler |

2e journée
| 27 mars 2021 | Slovénie  | 1 - 1   | Tchéquie         | Arena Petrol, Celje      |                          |
| 18h00        | Matko 32e | (1 - 0) | 86e (csc) Prelec | Arbitrage : Glenn Nyberg | Arbitrage : Glenn Nyberg |
| 18h00        | Rapport   |         |                  | Arbitrage : Glenn Nyberg | Arbitrage : Glenn Nyberg |

| 27 mars 2021 | Espagne | 0 - 0   | Italie | Stadion Ljudski vrt, Maribor |                         |
| 21h00        |         | (0 - 0) |        | Arbitrage : Harm Osmers      | Arbitrage : Harm Osmers |
| 21h00        | Rapport |         |        | Arbitrage : Harm Osmers      | Arbitrage : Harm Osmers |

3e journée
| 30 mars 2021 | Italie                                                | 4 - 0   | Slovénie | Stadion Ljudski vrt, Maribor   |                                |
| 21h00        | Maggiore 10e · Raspadori 19e · Cutrone 25e (pen.) 50e | (3 - 0) |          | Arbitrage : Bartosz Frankowski | Arbitrage : Bartosz Frankowski |
| 21h00        | Rapport                                               |         |          | Arbitrage : Bartosz Frankowski | Arbitrage : Bartosz Frankowski |

| 30 mars 2021 | Espagne       | 2 - 0   | Tchéquie | Arena Petrol, Celje           |                               |
| 21h00        | Gómez 69e 78e | (0 - 0) |          | Arbitrage : Giorgi Kruashvili | Arbitrage : Giorgi Kruashvili |
| 21h00        | Rapport       |         |          | Arbitrage : Giorgi Kruashvili | Arbitrage : Giorgi Kruashvili |

### Groupe C
| Rang | Équipe   | Pts | J | G | N | P | Bp | Bc | Diff |
| ---- | -------- | --- | - | - | - | - | -- | -- | ---- |
| 1    | Danemark | 9   | 3 | 3 | 0 | 0 | 6  | 0  | +6   |
| 2    | France   | 6   | 3 | 2 | 0 | 1 | 4  | 1  | +3   |
| 3    | Russie   | 3   | 3 | 1 | 0 | 2 | 4  | 6  | -2   |
| 4    | Islande  | 0   | 3 | 0 | 0 | 3 | 1  | 8  | -7   |

1re journée
| 25 mars 2021 | Russie                                                            | 4 - 1   | Islande        | Ménfői úti Stadion, Györ     |                              |
| 18h00        | Chalov 31e (pen.) · Tiknizyan 42e · Zakharyan 45+2e · Makarov 52e | (3 - 0) | 59e Guðjohnsen | Arbitrage : Halil Umut Meler | Arbitrage : Halil Umut Meler |
| 18h00        | Rapport                                                           |         |                | Arbitrage : Halil Umut Meler | Arbitrage : Halil Umut Meler |

| 25 mars 2021 | France  | 0 - 1   | Danemark   | Haladás Sportkomplexum, Szombathely |                          |
| 21h00        |         | (0 - 0) | 75e Dreyer | Arbitrage : Irfan Peljto            | Arbitrage : Irfan Peljto |
| 21h00        | Rapport |         |            | Arbitrage : Irfan Peljto            | Arbitrage : Irfan Peljto |

2e journée
| 28 mars 2021 | Islande | 0 - 2   | Danemark                       | Haladás Sportkomplexum, Szombathely |                            |
| 15h00        |         | (0 - 2) | 5e Isaksen · 18e Bech Sørensen | Arbitrage : Sandro Schärer          | Arbitrage : Sandro Schärer |
| 15h00        | Rapport |         |                                | Arbitrage : Sandro Schärer          | Arbitrage : Sandro Schärer |

| 28 mars 2021 | Russie  | 0 - 2   | France                                | Ménfői úti Stadion, Györ               |                                        |
| 21h00        |         | (0 - 2) | 15e (pen.) Édouard · 24e (pen.) Ikoné | Arbitrage : Guillermo Cuadra Fernandez | Arbitrage : Guillermo Cuadra Fernandez |
| 21h00        | Rapport |         |                                       | Arbitrage : Guillermo Cuadra Fernandez | Arbitrage : Guillermo Cuadra Fernandez |

3e journée
| 31 mars 2021 | Danemark                                  | 3 - 0   | Russie | Haladás Sportkomplexum, Szombathely |                              |
| 18h00        | Bruun Larsen 10e · Dreyer 11e · Holse 90e | (2 - 0) |        | Arbitrage : Maurizio Mariani        | Arbitrage : Maurizio Mariani |
| 18h00        | Rapport                                   |         |        | Arbitrage : Maurizio Mariani        | Arbitrage : Maurizio Mariani |

| 31 mars 2021 | Islande | 0 - 2   | France                      | Ménfői úti Stadion, Györ    |                             |
| 18h00        |         | (0 - 2) | 17e Guendouzi · 38e Édouard | Arbitrage : Lawrence Visser | Arbitrage : Lawrence Visser |
| 18h00        | Rapport |         |                             | Arbitrage : Lawrence Visser | Arbitrage : Lawrence Visser |

### Groupe D
| Rang | Équipe     | Pts | J | G | N | P | Bp | Bc | Diff |
| ---- | ---------- | --- | - | - | - | - | -- | -- | ---- |
| 1    | Portugal   | 9   | 3 | 3 | 0 | 0 | 6  | 0  | +6   |
| 2    | Croatie    | 3   | 3 | 1 | 0 | 2 | 4  | 5  | -1   |
| 3    | Suisse     | 3   | 3 | 1 | 0 | 2 | 3  | 6  | -3   |
| 4    | Angleterre | 3   | 3 | 1 | 0 | 2 | 2  | 4  | -2   |

1re journée
| 25 mars 2021 | Angleterre | 0 - 1   | Suisse    | Bonifika Stadium, Koper       |                               |
| 15h00        |            | (0 - 0) | 78e Ndoye | Arbitrage : Giorgi Kruashvili | Arbitrage : Giorgi Kruashvili |
| 15h00        | Rapport    |         |           | Arbitrage : Giorgi Kruashvili | Arbitrage : Giorgi Kruashvili |

| 25 mars 2021 | Portugal   | 1 - 0   | Croatie | Bonifika Stadium, Koper        |                                |
| 21h00        | Vieira 68e | (0 - 0) |         | Arbitrage : Bartosz Frankowski | Arbitrage : Bartosz Frankowski |
| 21h00        | Rapport    |         |         | Arbitrage : Bartosz Frankowski | Arbitrage : Bartosz Frankowski |

2e journée
| 28 mars 2021 | Croatie                                      | 3 - 2   | Suisse                                 | Bonifika Stadium, Koper   |                           |
| 18h00        | Ivanušec 8e · Moro 61e (pen.) · Vizinger 64e | (1 - 0) | 79e (pen.) Imeri · 89e (csc) Kulenović | Arbitrage : Dennis Higler | Arbitrage : Dennis Higler |
| 18h00        | Rapport                                      |         |                                        | Arbitrage : Dennis Higler | Arbitrage : Dennis Higler |

| 28 mars 2021 | Portugal                      | 2 - 0   | Angleterre | Stadion Stožice, Ljubljana    |                               |
| 21h00        | Mota 64e · Trincão 74e (pen.) | (0 - 0) |            | Arbitrage : François Letexier | Arbitrage : François Letexier |
| 21h00        | Rapport                       |         |            | Arbitrage : François Letexier | Arbitrage : François Letexier |

3e journée
| 31 mars 2021 | Suisse  | 0 - 3   | Portugal                                 | Stadion Stožice, Ljubljana |                          |
| 18h00        |         | (0 - 1) | 3e Queirós · 60e Trincão · 65e Conceição | Arbitrage : Glenn Nyberg   | Arbitrage : Glenn Nyberg |
| 18h00        | Rapport |         |                                          | Arbitrage : Glenn Nyberg   | Arbitrage : Glenn Nyberg |

| 31 mars 2021 | Croatie        | 1 - 2   | Angleterre                 | Bonifika Stadium, Koper |                         |
| 18h00        | Bradarić 90+1e | (0 - 1) | 12e (pen.) Eze · 74e Jones | Arbitrage : Harm Osmers | Arbitrage : Harm Osmers |
| 18h00        | Rapport        |         |                            | Arbitrage : Harm Osmers | Arbitrage : Harm Osmers |

## Tableau final
|  | Quarts de finale | Quarts de finale | Quarts de finale | Quarts de finale |           |           | Demi-finales | Demi-finales | Demi-finales | Demi-finales |  |  | Finale | Finale | Finale | Finale |
|  |                  |                  |                  |                  |           |           |              |              |              |              |  |  |        |        |        |        |
|  | 31 mai           | 31 mai           | 31 mai           | 31 mai           |           |           | 3 juin       | 3 juin       | 3 juin       | 3 juin       |  |  | 6 juin | 6 juin | 6 juin | 6 juin |
|  | 31 mai           | 31 mai           | 31 mai           | 31 mai           |           |           | 3 juin       | 3 juin       | 3 juin       | 3 juin       |  |  | 6 juin | 6 juin | 6 juin | 6 juin |
|  | 1er A            | Pays-Bas         | 2                | 2                |           |           | 3 juin       | 3 juin       | 3 juin       | 3 juin       |  |  | 6 juin | 6 juin | 6 juin | 6 juin |
|  | 1er A            | Pays-Bas         | 2                | 2                |           |           | 3 juin       | 3 juin       | 3 juin       | 3 juin       |  |  | 6 juin | 6 juin | 6 juin | 6 juin |
|  | 2e C             | France           | 1                | 1                |           |           | 3 juin       | 3 juin       | 3 juin       | 3 juin       |  |  | 6 juin | 6 juin | 6 juin | 6 juin |
|  | 2e C             | France           | 1                | 1                | Pays-Bas  | Pays-Bas  | 1            | 1            |              |              |  |  | 6 juin | 6 juin | 6 juin | 6 juin |
|  | 31 mai           |                  |                  |                  | Pays-Bas  | Pays-Bas  | 1            | 1            |              |              |  |  | 6 juin | 6 juin | 6 juin | 6 juin |
|  |                  |                  | Allemagne        | Allemagne        | 2         | 2         |              |              |              |              |  |  | 6 juin | 6 juin | 6 juin | 6 juin |
|  | 1er C            | Danemark         | Allemagne        | Allemagne        | 2         | 2         | 2ap (5)      | 2ap (5)      |              |              |  |  | 6 juin | 6 juin | 6 juin | 6 juin |
|  | 1er C            | Danemark         | 3 juin           |                  |           |           | 2ap (5)      | 2ap (5)      |              |              |  |  | 6 juin | 6 juin | 6 juin | 6 juin |
|  | 2e A             | Allemagne        | 2 tab(6)         | 2 tab(6)         |           |           |              |              |              |              |  |  | 6 juin | 6 juin | 6 juin | 6 juin |
|  | 2e A             | Allemagne        | 2 tab(6)         | 2 tab(6)         | Allemagne | Allemagne | 1            | 1            |              |              |  |  |        |        |        |        |
|  | 31 mai           |                  |                  |                  | Allemagne | Allemagne | 1            | 1            |              |              |  |  |        |        |        |        |
|  |                  |                  | Portugal         | Portugal         | 0         | 0         |              |              |              |              |  |  |        |        |        |        |
|  | 1er B            | Espagne          | Portugal         | Portugal         | 0         | 0         | 2 ap         | 2 ap         |              |              |  |  |        |        |        |        |
|  | 1er B            | Espagne          |                  |                  |           |           |              |              |              |              |  |  |        |        |        |        |
|  | 2e D             | Croatie          | 1                | 1                |           |           |              |              |              |              |  |  |        |        |        |        |
|  | 2e D             | Croatie          | 1                | 1                | Espagne   | Espagne   | 0            | 0            |              |              |  |  |        |        |        |        |
|  | 31 mai           |                  |                  |                  | Espagne   | Espagne   | 0            | 0            |              |              |  |  |        |        |        |        |
|  |                  |                  | Portugal         | Portugal         | 1         | 1         |              |              |              |              |  |  |        |        |        |        |
|  | 1er D            | Portugal         | Portugal         | Portugal         | 1         | 1         | 5 ap         | 5 ap         |              |              |  |  |        |        |        |        |
|  | 1er D            | Portugal         |                  |                  |           |           |              | 5 ap         |              |              |  |  |        |        |        |        |
|  | 2e B             | Italie           | 3                | 3                |           |           |              |              |              |              |  |  |        |        |        |        |
|  | 2e B             | Italie           | 3                | 3                |           |           |              |              |              |              |  |  |        |        |        |        |
|  |                  |                  |                  |                  |           |           |              |              |              |              |  |  |        |        |        |        |

### Quarts de finale
| 31 mai 2021 | Pays-Bas        | 2 - 1   | France        | Bozsik Aréna, Budapest                           |                                                  |
| 18h00       | Boadu 51e 90+3e | (0 - 1) | 23e Upamecano | Spectateurs : 1 672 Arbitrage : Maurizio Mariani | Spectateurs : 1 672 Arbitrage : Maurizio Mariani |
| 18h00       | Rapport         |         |               | Spectateurs : 1 672 Arbitrage : Maurizio Mariani | Spectateurs : 1 672 Arbitrage : Maurizio Mariani |

| 31 mai 2021 | Espagne        | 2 - 1 a. p. | Croatie               | Stadion Ljudski vrt, Maribor                      |                                                   |
| 18h00       | Puado 66e 110e | (0 - 0)     | 90+4e (pen.) Ivanušec | Spectateurs : 1 886 Arbitrage : Giorgi Kruashvili | Spectateurs : 1 886 Arbitrage : Giorgi Kruashvili |
| 18h00       | Rapport        |             |                       | Spectateurs : 1 886 Arbitrage : Giorgi Kruashvili | Spectateurs : 1 886 Arbitrage : Giorgi Kruashvili |

| 31 mai 2021 | Danemark                                                             | 2 – 2 a. p.       | Allemagne                                                          | MOL Aréna Sóstó, Székesfehérvár                          |                                                          |
| 21 h        | Faghir 69e · Nelsson 108e (pen.)                                     | (0 - 0)           | 88e Nmecha · 100e Burkardt                                         | Spectateurs : 457 Arbitrage : Guillermo Cuadra Fernandez | Spectateurs : 457 Arbitrage : Guillermo Cuadra Fernandez |
| 21 h        | Rapport                                                              |                   |                                                                    | Spectateurs : 457 Arbitrage : Guillermo Cuadra Fernandez | Spectateurs : 457 Arbitrage : Guillermo Cuadra Fernandez |
| 21 h        | Isaksen · Holse · Faghir · Hjulmand · Nelsson · Nartey · Kristiansen | Tirs au but 5 - 6 | Burkardt · Maier · Mai · Schlotterbeck · Nmecha · Pieper · Jaeckel | Spectateurs : 457 Arbitrage : Guillermo Cuadra Fernandez | Spectateurs : 457 Arbitrage : Guillermo Cuadra Fernandez |

| 31 mai 2021 | Portugal                                             | 5 - 3 a. p. | Italie                                  | Stadion Stožice, Ljubljana                        |                                                   |
| 21h00       | Mota 6e 31e · Ramos 58e · Jota 109e · Conceição 119e | (2 - 1)     | 45e Pobega · 60e Scamacca · 88e Cutrone | Spectateurs : 1 032 Arbitrage : François Letexier | Spectateurs : 1 032 Arbitrage : François Letexier |
| 21h00       | Rapport                                              |             |                                         | Spectateurs : 1 032 Arbitrage : François Letexier | Spectateurs : 1 032 Arbitrage : François Letexier |

### Demi-finales
| 3 juin 2021 | Pays-Bas    | 1 - 2 | Allemagne    | MOL Aréna Sóstó, Székesfehérvár |                            |
| 21h00       | Schuurs 67e |       | 1re 8e Wirtz | Arbitrage : Sandro Schärer      | Arbitrage : Sandro Schärer |
| 21h00       | Rapport     |       |              | Arbitrage : Sandro Schärer      | Arbitrage : Sandro Schärer |

| 3 juin 2021 | Espagne | 0 - 1 | Portugal         | Stadion Ljudski vrt, Maribor |                          |
| 18h00       |         |       | 80e (csc) Cuenca | Arbitrage : Glenn Nyberg     | Arbitrage : Glenn Nyberg |
| 18h00       | Rapport |       |                  | Arbitrage : Glenn Nyberg     | Arbitrage : Glenn Nyberg |

### Finale
| 6 juin 2021 | Allemagne  | 1 - 0 | Portugal | Stadion Stožice, Ljubljana    |                               |
| 21h00       | 49e Nmecha |       |          | Arbitrage : Giorgi Kruashvili | Arbitrage : Giorgi Kruashvili |
| 21h00       | Rapport    |       |          | Arbitrage : Giorgi Kruashvili | Arbitrage : Giorgi Kruashvili |

## Effectifs des équipes finalistes
| Vainqueurs | Finalistes |
| --- | --- |
| Allemagne · Markus Schubert · Josha Vagnoman · David Raum · Nico Schlotterbeck · Amos Pieper · Niklas Dorsch · Florian Wirtz · Arne Maier · Jonathan Burkardt · Lukas Nmecha · Mërgim Berisha · Finn Dahmen · Salih Özcan · Paul Jaeckel · Ismail Jakobs · Shinta Appelkamp · Anton Stach · Karim Adeyemi · Lars Lukas Mai · Vitaly Janelt · Ridle Baku · Mateo Klimowicz · Lennart Grill | Portugal · Diogo Costa · Luís Maximiano · João Virginia · Abdu Conté · Diogo Leite · Diogo Queirós · Diogo Dalot · Tomás Tavares · Pedro Pereira · Tiago Djaló · Florentino Luís · Vitinha · Gedson Fernandes · Daniel Bragança · Romário Baró · Filipe Soares · Gonçalo Ramos · Fábio Vieira · Rafael Leão · Dany Mota · Tiago Tomás · Jota · Francisco Conceição |

## Récompenses

### Meilleur joueur et meilleur buteur
|                                                                       |              |
| \| Pays \| Joueur \| \| ---- \| ------------ \| \| \| Fábio Vieira \| |              |
| Pays                                                                  | Joueur       |
|                                                                       | Fábio Vieira |

| Pays | Joueur       |
| ---- | ------------ |
|      | Fábio Vieira |

|                                                                                            |              |      |
| \| Pays \| Joueur \| Buts \| \| ---- \| ------------ \| ---- \| \| \| Lukas Nmecha \| 4 \| |              |      |
| Pays                                                                                       | Joueur       | Buts |
|                                                                                            | Lukas Nmecha | 4    |

| Pays | Joueur       | Buts |
| ---- | ------------ | ---- |
|      | Lukas Nmecha | 4    |

### Équipe-type
| Gardiens                                  | Défenseurs | Milieux                                                                                | Attaquants                                                         |
| ----------------------------------------- | --- | -------------------------------------------------------------------------------------- | ------------------------------------------------------------------ |
| Andrei Vlad Marco Carnesecchi Diogo Costa | David Raum Diogo Queirós Nico Schlotterbeck Mads Bech Sørensen Perr Schuurs Victor Nelsson Ridle Baku Jorge Cuenca | Fábio Vieira Dani de Wit Gonzalo Villar Vitinha Niklas Dorsch Denis Makarov Arne Maier | Luka Ivanušec Lukas Nmecha Jacob Bruun Larsen Dany Mota Javi Puado |